# Liste des impositions du pallium en 2014

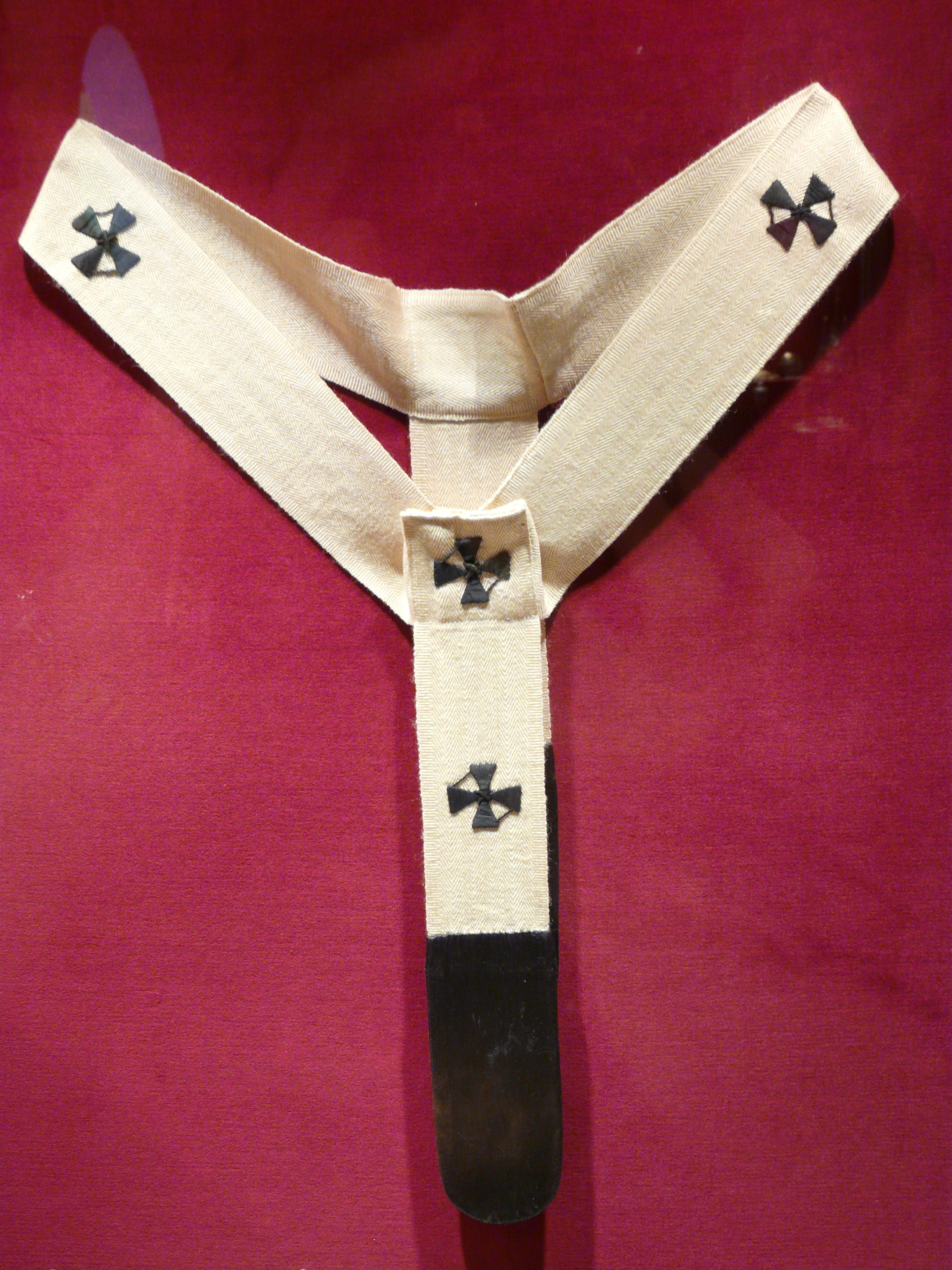
Le pallium moderne

Cette page présente la liste des archevêques métropolitains ayant reçu le pallium en 2014. 
Le pallium est un ornement de laine, signe de communion avec l'évêque de Rome, remis à Rome par le pape aux nouveaux archevêques métropolitains à l'occasion de la solennité des saints Pierre et Paul, le 29 juin suivant leur nomination. 

## Liste des métropolitains ayant reçu le pallium en 2014

### Au cours de la solennité des saints Pierre et Paul
- Victor Henry Thakur, archevêque de Raipur
- José Rafael Quirós, archevêque de San José de Costa Rica
- Giuseppe Fiorini Morosini, archevêque de Reggio Calabria-Bova
- Leo Cushley (en), archevêque de Saint Andrews et Édimbourg
- Jaime Spengler, archevêque de Porto Alegre
- Jean-Luc Bouilleret, archevêque de Besançon
- Leonard Paul Blair (en), archevêque de Hartford
- Gabriel ‘Leke Abegunrin, archevêque d'Ibadan
- Sebastian Francis Shaw, archevêque de Lahore
- Franz Lackner, archevêque de Salzbourg
- Thomas Luke Msusa, archevêque de Blantyre
- Benjamin Ramaroson, archevêque d'Antsiranana
- René Osvaldo Rebolledo Salinas, archevêque de La Serena
- Marlo Peralta, archevêque de Nueva Segovia
- Emmanuel Obbo, archevêque de Tororo
- Daniel Fernando Sturla Berhouet, archevêque de Montevideo
- Marco Arnolfo, archevêque de Verceil
- Damian Denis Dallu, archevêque de Songea
- Romulo de la Cruz, archevêque de Zamboanga
- Malcolm McMahon, archevêque de Liverpool
- Paul Bùi Van Ðoc, archevêque de Thành-Phô Hô Chí Minh
- Wojciech Polak, archevêque de Gniezno
- José Luiz Majella Delgado, archevêque de Pouso Alegre
- Agustinus Agus, archevêque de Pontianak

### Dans leurs sièges épiscopaux
- Tarcisius Ziyaye, archevêque de Ligongwe
- Nicholas Mang Thang, archevêque de Mandalay
- Stephan Burger, archevêque de Freiburg im Breisgau

### Sources
- Livret de la cérémonie